# Mohamed Belouizdad

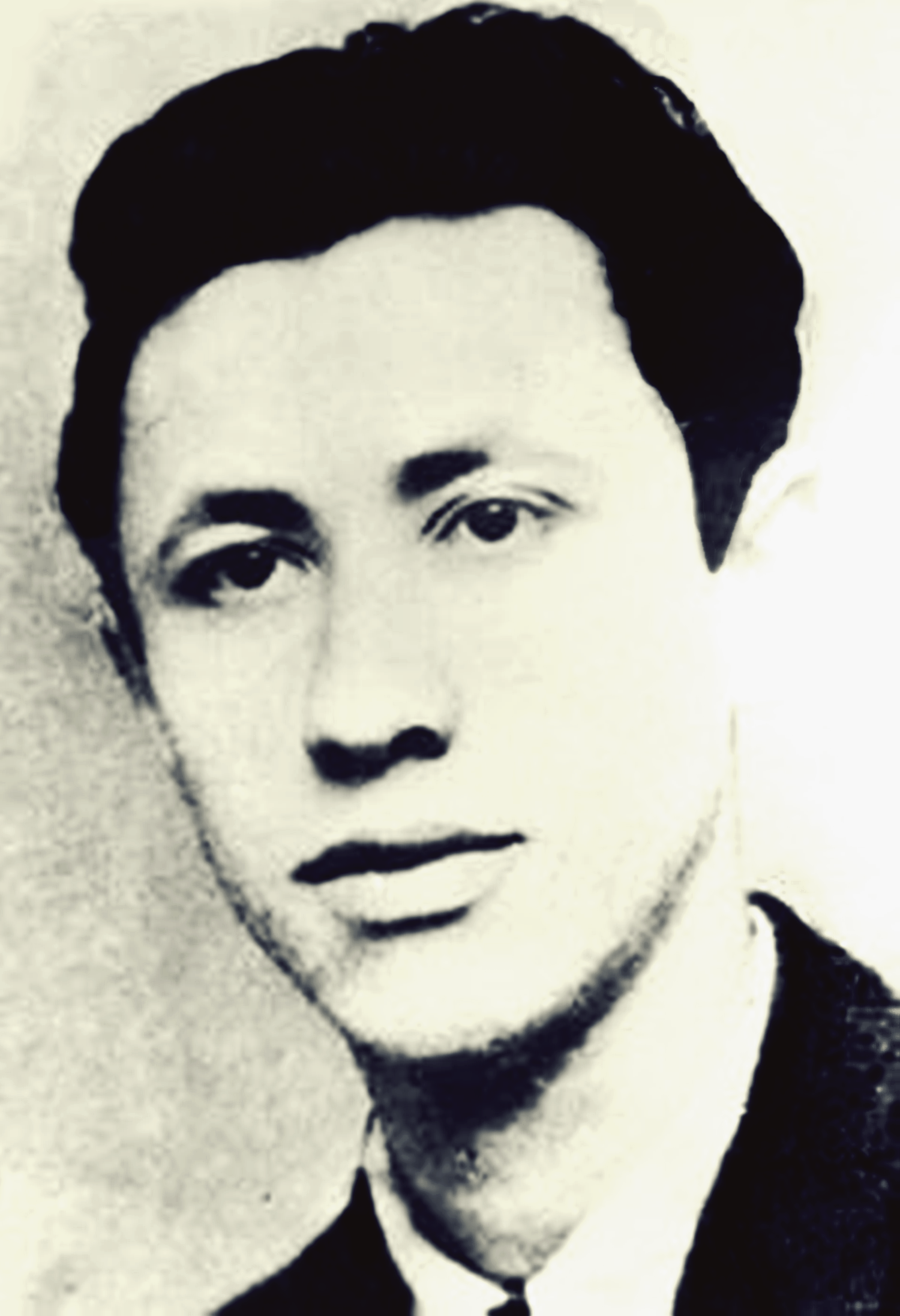
Mohamed Belouizdad

Mohamed Belouizdad (arabisch محمد بلوزداد, DMG Muḥammad Bilwazdād; * 3. November 1924 in Belcourt, Algier; † 14. Januar 1952 in Paris) war ein algerischer Politiker (PPA/MTLD), militanter Aktivist  und Mitbegründer sowie erster Anführer der Organisation Spéciale.

## Leben
Mohamed Belouizdad wurde am 3. November 1924 als Sohn einer aus dem ostalgerischen Guenzet stammenden Familie im Stadtteil Belcourt, in Algier, geboren. Dort betrieb sein Vater einen Kiosk. Gemeinsam mit seinen fünf Brüdern und zwei Schwestern wuchs er in bescheidenen Verhältnissen auf.
Neben der Mitarbeit im elterlichen Geschäft beendete Belouizdad 1943 seine Sekundarschulbildung mit dem Baccalauréat. Darüber hinaus war er in lokalen Jugendorganisationen aktiv und gründete dabei die Vereinigung  Jeunes de Belcourt  (CJB) (dt. Jugendliche Belcourts), wobei er mit der Organisation von Fußballspielen, Freizeitprogrammen aber auch der Vermittlung von nationalistischem Gedankengut, mit dem Belouizdad vermehrt in Kontakt gekommen war, über 500 Jugendliche anzog.
Dieser Umstand brachte ihm auch die Aufmerksamkeit der Führungsebene, der 1939 von der französischen Kolonialherrschaft aufgelösten, Parti du peuple algérien (PPA), um ihren Führer Messali Hadj, ein, der er 1943 beitrat. Innerhalb der Partei gründete Mohamed Belouizdad das Comité Central jeune du Grand Alger (CCJGA) (dt. Zentrales Jugendkomitee des Großraums Algier). Noch im selben Jahr gab er diese Tätigkeit allerdings auf, um an der Errichtung von lokalen, mit Eliten besetzten, nationalistischen Zirkeln mitzuwirken und wurde Ende 1943 zum Vorsteher seiner Partei in Belcourt ernannt. Belouizdad gehörte ebenfalls zu den Mitverlegern der geheimen Parteizeitschrift El Watan, welche im Januar 1944 erstmals in Algier erschien. Im gleichen Jahr nahm er auch eine Stelle als Mitarbeiter in der Abteilung für religiöse Angelegenheiten des französischen Generalgouvernements in Algerien an.
Nach den Demonstrationen vom Mai 1945 in Algier, zu deren Initiatoren er gehörte, wurde Belouizdad polizeilich gesucht und sah sich dazu gezwungen unterzutauchen. Im Zuge der folgenden Verhaftungswellen wurden sein Vater sowie seine Brüder Mustapha und Sahnoun Belouizdad verhaftet. Letzterer verstarb 1945 in der Gefängnishaft.
In den Monaten nach diesen Ereignissen wurde er zum Chef der PPA in der Region Constantine ernannt, wo er einer Gruppe aus jungen Aktivisten, um Muhammad Boudiaf, Larbi Ben M'hidi, Abdelhafid Boussouf, Mostefa Ben Boulaïd, Lakhdar Ben Tobbal, Badji Mokhtar und Youcef Zighoud vorstand. Häufig wird diese Gruppe mit den Ursprüngen der Algerischen Revolution in Verbindung gebracht, da eine Reihe von bedeutenden – zum Teil später als Nationalhelden verehrten – Akteuren aus ihr hervorging. Gemeinsam mit Ben Boulaïd versuchte Belouizdad den Einflussbereich der PPA auf die Aurès-Region auszuweiten und die dort ansässige, zum Großteil aus Chaoui-Berbern bestehende, Bevölkerung für nationalistische Ideen zu begeistern.
Im Oktober 1946 gehörte er zu den Mitbegründern des Mouvement pour le triomphe des libértes démocratiques (MTLD), welcher als legale Partei die Interessen der PPA vertreten konnte.
Als Delegierter auf der Konferenz der PPA war Belouizdad ebenfalls an der Gründung der paramilitärischen Organisation Spéciale (OS) am 18. Februar 1947 beteiligt, zu deren erstem Anführer er ernannt wurde. Auch stieg er durch seine Wahl in das Politbüro der Partei endgültig in die Führungsriege der PPA beziehungsweise fortan MTLD auf.
Die OS, als militanter Vorläufer der späteren Unabhängigkeitsbewegung angesehen, agierte unter Belouizdads Führung als Untergrundorganisation zur Vorbereitung eines bewaffneten Kampfes, welche in einem Zeitraum von zwei Jahren unter strengster Geheimhaltung über 1500 Mitglieder anwarb und militärisch ausbildete. Ebenso organisierte sie die Errichtung von Kontaktnetzen und Munitionsdepots, welche durch Schmuggel von Waffen über die Grenze zu Tunesien und Libyen gefüllt wurden.
In den Jahren 1948 und 1949 verschlechterte sich sein Gesundheitszustand drastisch. Durch die Folgen einer Tuberkulose-Erkrankung und zunehmend auftretende Lähmungserscheinungen wurde Belouizdad von seinen Stellvertretern Hocine Aït Ahmed und Ahmed Ben Bella abgelöst und schließlich im Dezember 1949 in einem Pariser Krankenhaus aufgenommen.
Am 14. Januar 1952 verstarb Mohamed Belouizdad im Alter von 27 Jahren im Pariser Sanatorium La Bruyère. Er wurde auf dem Friedhof von Sidi M’hamed in Algier beigesetzt.
Zu seinen Ehren wurde der Stadtteil Belcourt 1992 nach seinem Namen, Mohamed Belouizdad, umbenannt. Der lokale Fußballverein CR Belouizdad nahm diesen Namen daraufhin ebenfalls an. Belouizdads Porträt ist in Algier ein häufig zu findendes Wandgemälde.

## Familie
Sein jüngerer Bruder Othman Belouizdad (* 1929) war ebenfalls in der Organisation Spéciale aktiv und gehörte zur Gruppe der 22, dem Comité révolutionnaire d’unité et d’action, welches später zur Nationalen Befreiungsfront wurde.